# Karak
Pour les articles ayant des titres homophones, voir Carac et Caraque.
Ne doit pas être confondu avec Al-Karak.
Karak (en ourdou : کرک, en pashto : کرك) est une ville pakistanaise, et capitale du district de Karak, dans la province de Khyber Pakhtunkhwa.
La population de la ville a été multipliée par plus de trois entre 1981 et 2017 selon les recensements officiels, passant de 13 679 habitants à 51 149. Entre 1998 et 2017, la croissance annuelle moyenne s'affiche à 3,2 %, bien supérieure à la moyenne nationale de 2,4 %. Selon le recensement de 2023, la population de la ville monte à 58 065 habitants.
La ville est majoritairement peuplée de Pachtounes, puisque plus de 98 % des habitants en parlent la langue, le pachto.
Essentiellement musulmane, la ville inclut une petite minorité chrétienne, comptant presque 400 fidèles.
Le taux d'alphabétisation de la ville s'élève à 72 % en 2023 (contre une moyenne nationale de 61 % et provinciale de 51 %), dont 85 % pour les hommes et 58 % pour les femmes.
|            | 1981 (rec.) | 1998 (rec.) | 2017 (rec.) | 2023 (rec.) |
| ---------- | ----------- | ----------- | ----------- | ----------- |
| Population | 13 679      | 27 893      | 51 149      | 58 065      |